# Cees Graswinckel
Cornelis Eliza (Cees) Graswinckel (Den Haag, 4 mei 1906 – Wapenveld, 20 april 1989) was een Nederlandse schilder en glazenier.

## Leven en werk
Jhr. Graswinckel was een zoon van jhr. Cornelis Eliza Graswinckel, huisarts, en Jetske Meinardina de Wal. Zijn grootvader en diens nazaten werden in 1908 verheven in de Nederlandse adel. Na het gymnasium ging Graswinckel naar de Academie van Beeldende Kunsten in zijn geboorteplaats. Hij vervolgde zijn opleiding aan de Rijksakademie van beeldende kunsten in Amsterdam. Zijn ouders waren in de tussentijd van Den Haag naar Wapenveld verhuisd, waar hij zijn latere vrouw Gerda Antonia Boëseken leerde kennen, zij schilderde ook. Zijn schoonvader bouwde een huis voor het jonge paar in Wapenveld, waarin Graswinckel zijn atelier had. Als schilder maakte hij veelal landschappen en portretten.
Na de Tweede Wereldoorlog studeerde Graswinckel korte tijd bouwkunde en volgde hij in Arnhem een glazeniersopleiding. Hij maakte glas-in-loodramen voor diverse gebouwen, maar ook voor De Groene Draeck, het schip dat prinses Beatrix in 1957 kreeg aangeboden van het Nederlandse volk. Graswinckel gaf vanaf de jaren zestig tekenles aan het Gymnasium Celeanum en de MTS in Zwolle. Hij was lid van de Zwolse kunstenaarsvereniging Het Palet. Hij overleed op 82-jarige leeftijd.

## Glas-in-loodramen (selectie)
- 1949: Walkartkerk, Zeist[4]
- 1954: 100 jaar Vocaleum viltzeilfabriek Zwolle, aangeboden door het personeel. Nu in het Historisch Centrum Overijssel, Zwolle
- 1956: gemeentehuis, Ommen[5]
- 1957: De Groene Draeck
- stadhuis, Vianen

- Biografisch Portaal: 17983891
- RKD-Nederlands Instituut voor Kunstgeschiedenis: 121196